# На подъёме
«На подъёме» (англ. The Elevation) — повесть американского писателя Стивена Кинга. Первое издание вышло в США 30 октября 2018 года. Книга содержит иллюстрации к заголовкам главам, сделанные Марком Эдвардом Гейером, который ранее иллюстрировал первые издания Кинга «Роза Марена» и «Зеленая миля».

## Выход книги
22 декабря 2017 года в интервью Entertainment Weekly Кинг объявил о выходе книги «На подъёме». Рассказывая о своей недавней новелле «Гвенди и её шкатулка», Кинг сказал: «Я написал еще одну повесть под названием „На подъёме“, которая также является историей Касл-Рока и в некотором смысле, это почти как продолжение истории Гвенди Питерсон».
29 мая 2018 года небольшой отрывок и обложка книги были представлены Entertainment Weekly. Несмотря на то, что Кинг назвал «На подъёме» повестью, на обложке книги было написано роман.

## Сюжет
Необычное событие происходит со Скоттом Кэри, проживающем в городе Касл-Рок в США: его организм мистическим образом начинает сбрасывать вес, при этом оставаясь здоровым. Борясь с этой болезнью со своим доверенным врачом, Скотт узнает, что в его городе пара лесбиянок хочет открыть ресторан, и подвергается нападкам. Он решает им помочь.

## Критика
Kirkus Reviews назвал повесть «трогательной выдумкой с парочкой ловких политических пинков, цель которой показать, что мы все можем поладить».

## Экранизация
В интервью CinemaBlend кинорежиссер Джек Бендер сказал, что работает над фильмом по мотивам повести «На подъёме».